# Flow (Foetus)
Flow è un album di Foetus, pubblicato nel 2001.
Si tratta del ritorno dell'artista australiano ad un album dopo sei anni in cui aveva fatto uscire esclusivamente EP e remix.

## Tracce
1. "Quick Fix" – 4:06
2. "Cirrhosis of the Heart" – 4:02
3. "Mandelay" – 8:21
4. "Grace of God" – 5:42
5. "The Need Machine" – 4:53
6. "Suspect" – 5:54
7. "(You Got Me Confused With) Someone Who Cares" – 3:45
8. "Heuldoch 7B" – 4:47
9. "Victim or Victor?" – 5:03
10. 'Shun" – 3:23
11. "Kreibabe" – 12:52

## Formazione
- J. G. Thirlwell – voce e tutti gli strumenti and vocals, eccetto:
- Hahn Rowe – violino (3)
- Christian Gibbs – chitarra (9)
- Oren Bloedow – chitarra (9)

## Curiosità
- Sezioni di Flow sono usate nella colonna sonora di The Venture Bros..